# Єва Лис
Єва Лис (нар. 12 січня 2002) — німецька тенісистка українського походження. 13 лютого 2023 року Лис досягла найвищого за кар’єру місця в рейтингу WTA – 76-го місця в одиночному розряді. Станом на 21 квітня 2025 р. - 68 номер світового рейтингу. Вона виграла три титули в одиночному розряді на ITF Women's Circuit.

## Особисте життя
Народилася в Києві, Україна. Її батько Володимир – колишній тенісист, який представляв Україну на Кубку Девіса, а нині є тренером у Гамбурзі.  Старша сестра Лис Ліза Матвієнко також тенісистка. Вона ходила до школи Sportgymnasium Alter Teichweg у Гамбурзі, яку також закінчили Марвін Меллер і Каріна Вітгефт. Досі має сім’ю в Україні й після російського вторгнення в Україну в 2022 році скаржилася на «нешанобливу» поведінку деяких російських гравців.

## Кар'єра
Як юніорка, вона брала участь у Відкритому чемпіонаті Австралії 2020 року, вигравши у кваліфікації, але програвши в першому раунді.
Лис дебютувала в основній сітці турніру WTA на Відкритому чемпіонаті Європи 2021 року в Гамбурзі, коли отримала уайлдкард у парному розряді в партнерстві з Номою Нохою Акуге. Вони програли Моні Бартель і Менді Мінеллі в першому раунді.  Лис дебютувала в одиночному розряді на Porsche Tennis Grand Prix 2022 у Штутгарті, пройшовши кваліфікацію та обігравши Вікторію Голубич у першому раунді , а потім поступившись першій ракетці світу Ізі Свьонтек у другому. 
Вона дебютувала в основній сітці турнірів Великого шолома на Australian Open 2023. 

## Хронологія одиночних виступів
| W | Ф | ПФ | ЧФ | #Р | КТ | К# | P# | DNQ | A | Z# | PO | G | S | B | NMS | NTI | P | NH |

У статистиці враховуються лише результати основної сітки турніру WTA Tour і турніру Великого шолома.
| Турнір                           | 2021 рік | 2022 рік | 2023 рік | 2024 рік | 2025 рік | SR  | Ш–Л |
| -------------------------------- | -------- | -------- | -------- | -------- | -------- | --- | --- |
| Турніри великого шолома          |          |          |          |          |          |     |     |
| Відкритий чемпіонат Австралії    | А        | А        | 1R       | Q3       | 2R       | 0/2 | 0–1 |
| Відкритий чемпіонат Франції      | А        | А        | Q1       | 1R       |          | 0/1 | 0–1 |
| Вімблдон                         | А        | Q1       | Q2       | 1R       |          | 0/1 | 0–1 |
| US Open                          | А        | Q3       | 2R       | 1R       |          | 0/1 | 1–2 |
| Виграш–програш                   | 0–0      | 0–0      | 1-2      | 0-3      | 0-0      | 0/1 | 0–1 |
| Національне представництво       |          |          |          |          |          |     |     |
| Кубок Біллі Джин Кінг            | А        | PO       | RR       | 1R       |          | 0/2 | 1–1 |
| Турніри WTA 1000                 |          |          |          |          |          |     |     |
| Відкритий чемпіонат Індіан-Уеллс | А        | А        | Q2       |          |          | 0/0 | 0–0 |
| Маямі Відкритий турнір           | А        | А        |          |          |          | 0/0 | 0–0 |
| Статистика кар'єри               |          |          |          |          |          |     |     |
| Турніри                          | 0        | 3        | 2        |          |          | 5   | 5   |
| Загальний виграш-програш         | 0–0      | 3–3      | 1–2      |          |          | 4–5 | 4–5 |
| Рейтинг на кінець року           | 340      | 123      |          |          |          |     |     |

## Фінали ITF Circuit

### Одиночний розряд: 4 (3 титули, 1 друге місце)
| Легенда                           |
| --------------------------------- |
| Турніри з бай-іном $100 000 (0–1) |
| Турніри з бай-іном $80 000 (0–0)  |
| Турніри з бай-іном $60 000 (1–0)  |
| Турніри з бай-іном $25 000 (2–0)  |

| Фінал на поверхні |
| ----------------- |
| Жорсткий (2–1)    |
| Глина (0–0)       |
| Трава (0–0)       |
| Килим (1–0)       |

| Результат | Ш–Л | Дата     | Турнір                        | Рівень  | Поверхня  | Суперник               | Оцінка         |
| --------- | --- | -------- | ----------------------------- | ------- | --------- | ---------------------- | -------------- |
| Перемога  | 1–0 | Бер 2020 | ITF Альтенкірхен, Німеччина   | 25 000  | Килим (i) | Бібіане Шофс           | 6–2, 6–4       |
| Перемога  | 2–0 | Жов 2021 | ITF Стамбул, Туреччина        | 25 000  | Важко (i) | Інді де Врум           | 6–3, 7–6 (7–4) |
| Перемога  | 3–0 | Жов 2022 | ITF Трнава, Словаччина        | 60 000  | Важко (i) | Анна Кароліна Шмідлова | 6–2, 4–6, 6–2  |
| Поразка   | 3–1 | Лис 2022 | ITF Шрусбері, Велика Британія | 100 000 | Важко (i) | Маркета Вондроушова    | 5–7, 2–6       |

## Особистий рекорд

### Рекорд проти 10 кращих гравців
Рекорд Лис проти гравців, які потрапили в топ-10 з тими, хто активний, виділено жирним шрифтом. 
| Гравець                         | Рахунок | Перемога % | Хард | Грунт | Трава | Останній матч                              |
| ------------------------------- | ------- | ---------- | ---- | ----- | ----- | ------------------------------------------ |
| Гравці під номером 1 у рейтингу |         |            |      |       |       |                                            |
| Іга Свьонтек                    | 0–1     | 0%         | –    | 0–1   | –     | Програв (1–6, 1–6) на 2022 Stuttgart Open  |
| Гравці під номером 9 у рейтингу |         |            |      |       |       |                                            |
| CoCo Vandeweghe                 | 0–1     | 0%         | 0–1  | –     | –     | Програв (1–6, 1–6) на Thoreau Open 2022    |
| Всього                          | 0–2     | 0%         | 0–1  | 0–1   | –     | Statistics correct станом на 9 січня 2023. |

## Зовнішні посилання
- Єва Лис на сайті WTA
- Єва Лис на сайті ITF
- Єва Лис на сайті Кубку Біллі Джин Кінг

Шаблон:Top German female tennis players